# Pedro José de Guzmán-Dávalos

Pedro José de Guzmán-Dávalos y Ponce de León (Sevilla, 1650 - Sevilla, 5 de octubre de 1729) I marqués de la Mina, fue un aristócrata, militar y gobernador colonial español, que desempeñó el cargo de gobernador y capitán general de Panamá (1690-1695).

## Biografía
Nació en Sevilla en el seno de una familia de la nobleza local, y fue bautizado el 6 de octubre de 1650. Sus padres fueron Juan de Guzmán-Dávalos y Enríquez (1601-1666), patrono de la capilla mayor de la parroquia de Omnium Sanctorum, y María de Santillán y Guzmán. Fue señor de Salteras, de Santarém, de Santillán y de la Mina, veinticuatro y maestrante de Sevilla, y caballero de la Orden de Calatrava. Se dedicó a las armas, concretamente a la artillería, llegando a Teniente General de los Reales Ejércitos. En 1681 el rey Carlos II de España elevó su señorío principal y le concedió el título de Marqués de la Mina. 
Contrajo matrimonio en Madrid en 1681 con Juana Spínola y Pallavicini (n. Pezuela de las Torres, 1654 - m. castillo de Chagres, 1701), V condesa de Pezuela de las Torres, hija de Jácome María Spínola, IV conde de Pezuela de las Torres y de Juana Palavicini Ramírez de Haro. La ceremonia fue oficiada por el cardenal Sabo Melini, nuncio apostólico entonces en España. El matrimonio tuvo tres hijos:
1. Jaime de Guzmán-Dávalos y Spínola (n. Sevilla 1690), II marqués de la Mina, VI conde de Pezuela de las Torres, militar y diplomático ilustrado.
2. Micaela de Guzmán y Spínola (n. Sevilla 1688),[1]  que casó con Juan de la Cueva Velasco y Ramírez de Arellano, capitán de infantería, hijo del conde de Siruela.[2]
3. Ana de Guzmán y Spínola, que casó con José Manuel Cernesio y Perellós, III conde de Parcent.

Escribió a su hijo Jaime un tratado de comportamiento cristiano y social del género pedagógico de educación de príncipes.
Falleció en su ciudad natal el 5 de octubre de 1729.

## Gobernador de Panamá

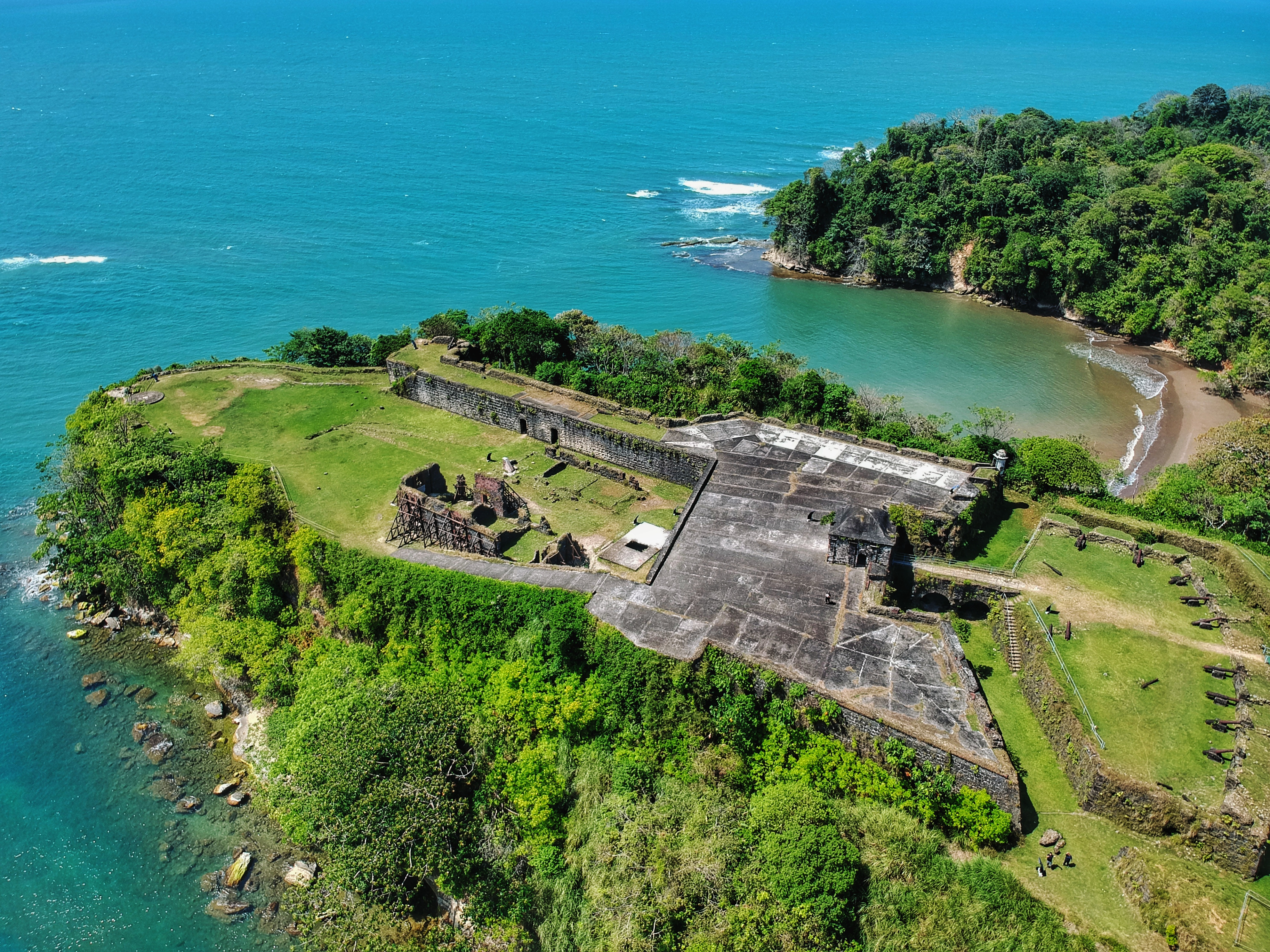
Vista aérea del castillo de Chagres, donde Guzmán estuvo preso junto a su familia, y donde falleció su mujer.

En 1687 es nombrado gobernador y capitán general de Panamá, y presidente de la su real audiencia, que en aquel tiempo se encontraba integrada en el virreinato del Perú. Llegó a su destino en 1690 junto a su familia, habiendo sido ascendido a general de artillería.
Durante su gobierno se destaca su gestión y su contribución a la aniquilación de la piratería. Ocupó el cargo hasta que fue cesado el 2 de agosto de 1695 a consecuencia de falsas acusaciones de tres miembros de la Real Audiencia. Su juicio de residencia lo llevó a cabo el obispo Diego Ladrón de Guevara, que lo encontró culpable, asumiendo él mismo el gobierno. Guzmán fue encarcelado en el castillo de Chagres junto a su mujer durante cuatro años. En 1697 es nombrado sucesor en el cargo Pedro Luis Henríquez de Guzmán, conde de Canillas, que actuó con tanta violencia contra Guzmán que fue destituido por petición popular.
Su destitución estuvo promovida por rivalidades, y no sólo fueron hacia su persona, sino que también se llevó a cabo una persecución contra sus familiares, criados y religiosos cercanos. Además, treinta personas fueron apresadas y hasta sesenta depuestas de sus cargos, que tenían disputas con los ejecutores de las acusaciones. El obispo Juan de Argüelles, que sucedió a Ladrón de Guevara, confirmó en 1700 el odio y la parcialidad con la que se había actuado contra el gobernador, con el único fin de vengar pasiones y ofensas.
Desde la prisión envía un memorial a Francisco Fernández de la Cueva, virrey de Nueva España, donde expone y se defiende de las calumnias de las que fue acusado, y del trato inhumano que recibía: «en un infame calabozo o sepultura, sin permitirle salir de su asquerosidad ni aun para oír misa, negándole confesor, entregándole al juicio de sus perseguidores, constituyéndose jueces o verdugos y haciendo morir a la marquesa su esposa». Efectivamente, su mujer falleció estando presa en el castillo, y fue enterrada allí, donde permaneció hasta que sus restos fueron trasladados el 26 de agosto de 1703 al convento del Carmen Calzado de Madrid. Él había obtenido licencia para regresar a España dos años antes.